# Wilhelm Stöfen

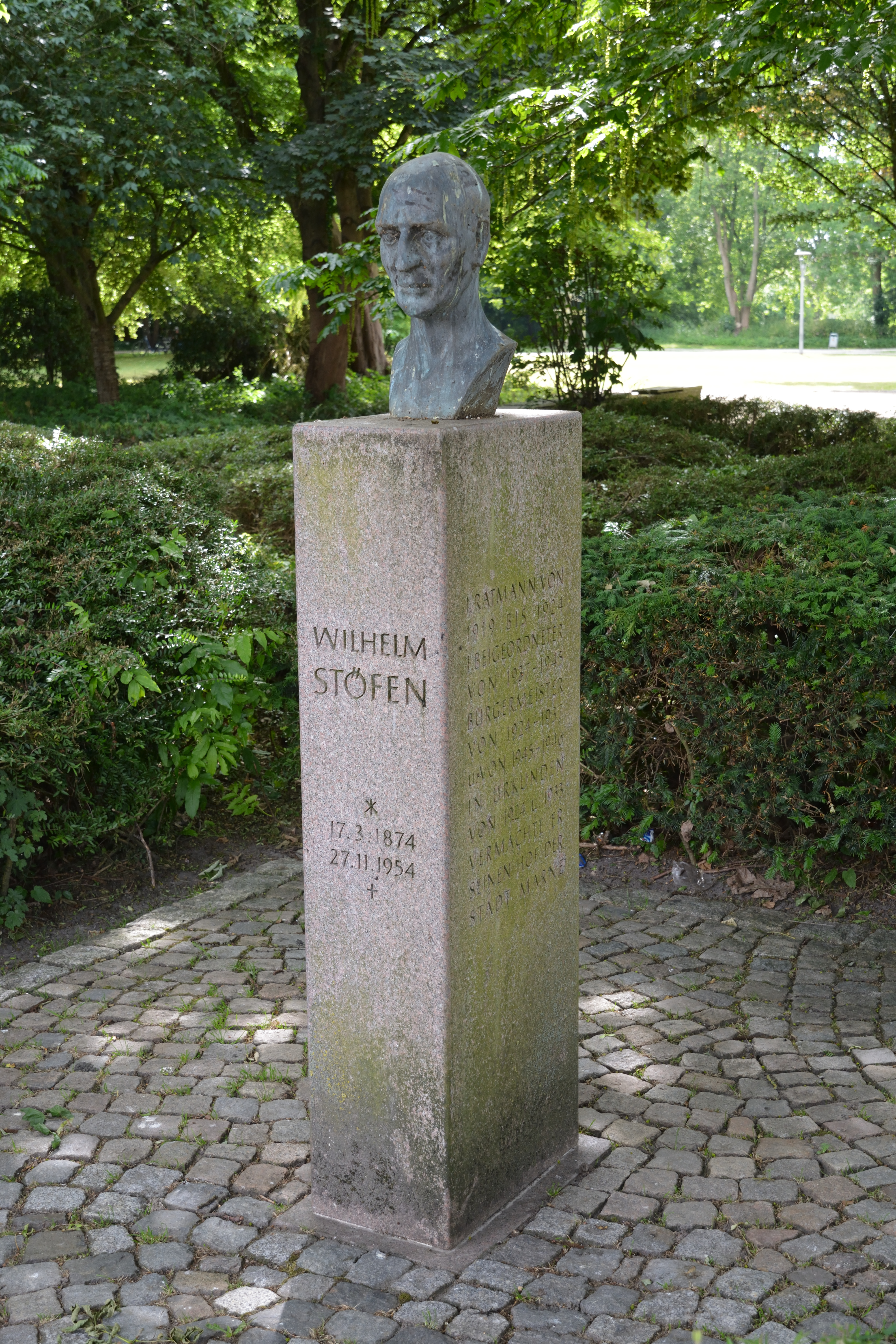
Denkmal für Wilhelm Stöfen am Stöfenpark, 2017

Wilhelm Stöfen (* 17. März 1874; † 27. November 1954) war ein deutscher Kommunalpolitiker und Bürgermeister von Marne (Holstein).

## Leben
Wilhelm Stöfen war von 1919 bis 1924 Ratsmitglied der Stadt Marne und von 1924 bis 1937 Bürgermeister. Als Bürgermeister setzte er sich zusammen mit dem Schulleiter der Realschule in Marne dafür ein, dass diese 1927 in eine Oberrealschule umgewandelt wurde, woraus später das Gymnasium Marne hervorging.
1937 wurde der gewählte Bürgermeister Stöfen durch den NSDAP-Ortsgruppenleiter Hans Wigger ersetzt, der bereits seit 1934 als 1. Beigeordneter Stöfens Stellvertreter war. Aufgrund der fehlenden Befähigung Wiggers wurde ihm im Gegenzug der Verwaltungsfachmann Stöfen von 1937 bis 1945 auf dem Posten des 1. Beigeordneten an die Seite gestellt. Nach dem Ende der NS-Diktatur wurde Stöfen von 1945 bis 1946 erneut als Bürgermeister von Marne eingesetzt.
Wilhelm Stöfen war Besitzer eines verpachteten Bauernhofes in Marne. Er verstarb 1954 im Alter von 80 Jahren und wurde auf dem Friedhof in Marne begraben. Seinen Bauernhof vermachte er der Stadt Marne zur städtebaulichen Weiterentwicklung und für soziale Zwecke. Das Gelände wurde zu einem städtischen Park, dem Stöfenpark, entwickelt.

## Ehrungen
- Im Mai 1954 erhielt Wilhelm Stöfen das Bundesverdienstkreuz.
- Neben dem Stöfenpark ist in Marne die Bürgermeister-Stöfen-Straße nach Stöfen benannt.